# GEN energija
GEN energija, d.o.o. (kratica: GEN) je krovna družba v skupini GEN. Ena izmed osnovnih dejavnosti družbe GEN je dejavnost holdingov, ki pomeni upravljanje drugih pravno samostojnih družb na osnovi kapitalske udeležbe družbe GEN kot obvladujoče družbe.  
Generalni direktor podjetja je dr. Dejan Paravan, poslovni direktor je Danijel Levičar, medtem ko je predsednik nadzornega sveta mag. Žiga Debeljak .

## Zgodovina
Družba GEN energija, d.o.o. je nastala na podlagi sklepa vlade v juniju leta 2001, kot pravni naslednik slovenskih vlagateljev v Nuklearno elektrarno Krško (NEK), z namenom, da po ureditvi razmerij z Republiko Hrvaško, nanjo prenese svoj poslovni delež v NEK. 
GEN energija od leta 2011 naprej deluje v Informacijskem središču GEN, kjer poleg upravnih funkcij podjetja delujeta tudi Center vodenja GEN in interaktivni center za obiskovalce Svet energije.

## Skupina GEN
Skupina GEN je vodilna slovenska elektroenergetska skupina, ki združuje podjetja za proizvodnjo električne energije, trženje in prodajo ter razvoj. Krovna družba v skupini GEN je podjetje GEN energija, d.o.o.

#### Podjetja v skupini GEN
Skupino GEN poleg matične družbe GEN energija sestavljajo:
- Nuklearna elektrarna Krško (50% lastništvo),
- Savske elektrarne Ljubljana (100% lastništvo),
- Hidroelektrarne na Spodnji Savi (večinski lastnik),
- Termoelektrarna Brestanica (100% lastništvo),
- GEN-I (večinski lastnik).

##### Proizvodnja
V skupini električno energijo proizvajajo iz trajnostnih, nizkoogljičnih virov energije:
- jedrske energije,
- vodne energije in
- sončne energije.

Elektrarne v skupini GEN na letni ravni proizvedejo med 5.600 in 6.300 gigavatnih ur (GWh) električne energije, kar predstavlja kot 40 odstotkov vse električne energije, proizvedene v Sloveniji. Po oddaji hrvaškega dela električne energije iz NEK znaša delež proizvodnje skupine GEN v povprečju dobrih 30 odstotkov. Poleg velikih proizvodnih objektov imajo v skupini GEN v lasti tudi male proizvodne enote, kot so male hidro in sončne elektrarne.
Zaradi zagotavljanja sistemskih storitev (terciarna rezerva) za elektroenergetski sistem Slovenije je v skupino GEN vključena tudi plinska elektrarna TEB.

##### Trženje in prodaja
Skupina GEN zagotavlja učinkovito trženje električne energije, infrastruktura za čezmejno trgovanje na debelo pa zagotavlja vse cenovne podatke in informacije, potrebne za optimalno izrabo proizvodnih virov. V letu 2008 so vzpostavili funkcijo trgovanja z električno energijo za dan vnaprej (trgovanje »day-ahead«) in trgovanja znotraj dneva (trgovanje »intra-day«), ki je v sodelovanju s CV GEN tudi v letu 2017 opravljala svojo funkcijo prodaje presežkov električne energije in nakupov električne energije, kadar je te primanjkovalo. S trgovanjem z električno energijo na domačem in tujih trgih se v skupini GEN ukvarja družba GEN-I. 

##### Investicije in razvoj
Skupina GEN je med najmočnejšimi investicijskimi skupinami v Sloveniji, saj z rednimi vzdrževalnimi deli in investicijskimi vlaganji dosegajo visoko razpoložljivost in obratovalno zanesljivost vseh proizvodnih enot. Na letni ravni v povprečju vlagajo cca. 100 mil €. Med največjimi rednimi investicijami je remont (vsakih 18 mesecev) in posodobitve v Nuklearni elektrarni Krško, vlaganje v nove hidroelektrarne na Spodnji Savi (kasneje tudi srednji) in vlaganje v nove nadomestne plinske bloke v TEB. Eden osrednjih strateških razvojnih projektov skupine GEN je projekt načrtovanja in priprave na gradnjo drugega bloka jedrske elektrarne v Krškem JEK 2 .

#### Center vodenja GEN
V Centru vodenja GEN daljinsko upravljajo proizvodnjo Hidroelektrarn na spodnji Savi (HE Boštanj, HE Arto-Blanca, HE Krško) in planirajo in nadzorujejo proizvodnjo za HE Brežice, ki jo zaenkrat še neposredno upravlja družba HESS, ter proizvodnjo Savskih elektrarn Ljubljana (HE Moste, HE Mavčiče, HE Medvode, HE Vrhovo), Termoelektrarne Brestanica in Nuklearne elektrarne Krško. 